# Akihiko Yoshida
Akihiko Yoshida (吉田 明彦 Yoshida Akihiko, nascut el 15 de febrer de 1967)
És un artista de videojocs japonès. Yoshida va néixer el 1967 i es va unir a Square Company el 1995, abans que la companyia es fusionés amb Enix. Va deixar Square Enix al setembre de 2013 i es va fer autònom. A l'octubre de 2014, es va convertir en el director d'empresa de CyDesignation, una filial de Cygames. És conegut pel seus treballs a la sèrie Final Fantasy. Sovint col·laboradora amb el dissenyador de jocs Yasumi Matsuno.

## Biografia

### Estil
El 1995, Yoshida es va unir a Square Co., i amb cada projecte que va assumir, va experimentar amb diferents estils de disseny gràfic. Ha comparat el seu ús del color amb el del dissenyador de personatges de Kingdom Hearts, Tetsuya Nomura, així com la constància en el color entre els personatges i l'ambientació del joc.

#### Tactics Ogre
Per al joc Tactics Ogre, va utilitzar conjuntament per primera vegada el llapis i coloració CG. Yoshida considera que el to i l'estil del joc són l'estil d'art "ideal" consideran-lo la seva zona de confort. Les il·lustracions originals de les cartes de tarot del joc es van fer amb punitllisme digital, i reflectien un índex de color limitat. Quan es tornen van remasteritzar per PlayStation Portable, alguns desenvolupadors van voler fer servir les il·lustracions originals, però Yoshida va demanar de redibuixar les il·lustracions amb més detall i color del que havia estat possible originalment.

#### Final Fantasy XII
En dissenyar el personatge de Vaan per a Final Fantasy XII, va crear inicialment un personatge "robust" i "dur", però després de considerar la demografia de l'audiència de jocs, el personatge es va fer més jove i més prim. Una vegada que el actors va capturar i l'actor de veu Kohei Takeda va fer la part, el personatge es van gravar la captura de moviments per al joc, el personatge va esdevenir menys efeminat de com s'havia dissenyat originalment.
Yoshida es va proposar crear un elenc de personatges diferent a qualsevol altre llançament de Final Fantasy. També va afirmar que els personatges reflectien el que volien els públics japonesos, però que varen intentar de dissenyar uns personatges que agradessin a tothom.

### Crítica
Ha estat citat com un artista "fantàstic" per Kotaku, i el seu treballs a Vagrant Story i a Final Fantasy XII vas ser considerats "brillants" i "refinats" per IGN.
| Títol                                          | Any de llançament | Disseny gràfic | Disseny de personatges | Director artístic | Disseny de decorats | Altres                                           |
| ---------------------------------------------- | ----------------- | -------------- | ---------------------- | ----------------- | ------------------- | ------------------------------------------------ |
| Zeliard                                        | 1987              | Sí             | -                      | -                 | -                   | -                                                |
| Faria: A World of Mystery and Danger           | 1989              | Sí             | -                      | -                 | -                   | -                                                |
| Musashi no Bouken                              | 1991              | Sí             | -                      | -                 | -                   | -                                                |
| Ogre Battle                                    | 1993              | -              | Sí                     | -                 | -                   | Disseny de les cartes del Tarot                  |
| Tactics Ogre                                   | 1995              | -              | Sí                     | -                 | Sí                  | -                                                |
| Final Fantasy Tactics                          | 1997              | -              | Sí                     | -                 | Sí                  | -                                                |
| Vagrant Story                                  | 2000              | -              | Sí                     | -                 | Sí                  | -                                                |
| Wild Card                                      | 2001              | -              | Sí                     | -                 | -                   | Disseny de cartes                                |
| Final Fantasy Tactics Advance                  | 2003              | -              | -                      | -                 | -                   | Supervisor artístic i il·lustracions addicionals |
| Final Fantasy XII                              | 2006              | -              | Sí                     | -                 | Sí                  | -                                                |
| Final Fantasy III (Remake)                     | 2006              | -              | Sí                     | -                 | -                   | -                                                |
| Final Fantasy Tactics: The War of the Lions    | 2007              | -              | Sí                     | -                 | Sí                  | -                                                |
| Final Fantasy Tactics A2: Grimoire of the Rift | 2007              | -              | -                      | -                 | -                   | Supervisor artístic i il·lustracions addicionals |
| Final Fantasy: The 4 Heroes of Light           | 2009              | -              | Sí                     | -                 | -                   | -                                                |
| Final Fantasy XIV                              | 2010              | -              | Sí                     | Sí                | -                   | -                                                |
| Tactics Ogre: Let Us Cling Together            | 2010              | -              | Sí                     | -                 | -                   | -                                                |
| Dissidia 012 Final Fantasy                     | 2011              | -              | -                      | -                 | -                   | Agraïments                                       |
| Bravely Default: Flying Fairy                  | 2012              | -              | Sí                     | -                 | -                   | -                                                |
| Bravely Default: Praying Brage                 | 2012              | -              | Sí                     | -                 | -                   | -                                                |
| Final Fantasy XIV: A Realm Reborn              | 2013              | -              | Sí                     | Sí                | -                   | -                                                |
| Knights of Glory                               | 2013              | -              | Sí                     | -                 | -                   | -                                                |
| Little Noah                                    | 2014              | -              | Sí                     | -                 | -                   | -                                                |
| Bravely Second: End Layer                      | 2015              | -              | Sí                     | -                 | -                   | -                                                |
| Final Fantasy XIV: Heavensward                 | 2015              | -              | Sí                     | -                 | -                   | -                                                |
| Nier: Automata                                 | 2017              | -              | Sí                     | -                 | -                   | -                                                |
| Final Fantasy XII: The Zodiac Age              | 2017              | -              | -                      | -                 | -                   | Il·lustracions promocionals                      |